# Де Фриз (лунный кратер)
Кратер Де Фриз (лат. De Vries) — крупный молодой ударный кратер в южном полушарии обратной стороны Луны. Название присвоено в честь голландского ботаника и генетика Хуго Де Фриза (1848—1935) и утверждено Международным астрономическим союзом в 1970 г. Образование кратера относится к позднеимбрийскому периоду.

## Описание кратера

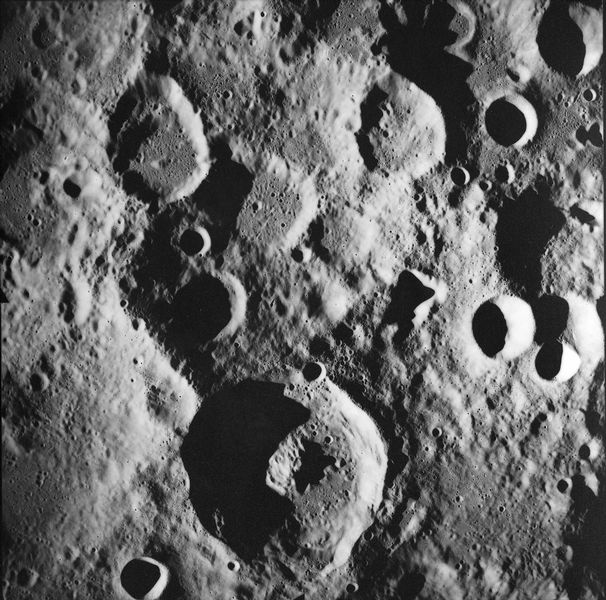
Кратер Де Фриз (в нижней части) на снимке с борта Аполлона-17.

Ближайшими соседями кратера являются кратер Бергстранд на западе; кратер Рака на северо-западе; кратер Амичи на севере-северо-востоке; кратер Мак-Келлар на северо-востоке; кратер Бок на востоке; кратер Орлов на юге-юго-востоке и кратер Нассау на юго-западе. Селенографические координаты центра кратера 19°41′ ю. ш. 176°47′ з. д. / 19,68° ю. ш. 176,78° з. д., диаметр 57,5 км, глубина 2,7 км.
Кратер имеет близкую к циркулярной форму с выступом в южной части, практически не разрушен. Вал кратера с острой кромкой, внутренний склон широкий в западной части, со следами террасовидной структуры. В северной-северо-восточной части вал отмечен приметным небольшим кратером. высота остатков вала над окружающей местностью достигает 1200 м, объем кратера составляет приблизительно 2900 км³. Дно чаши кратера ровное, имеется массивный центральный пик.

## Сателлитные кратеры

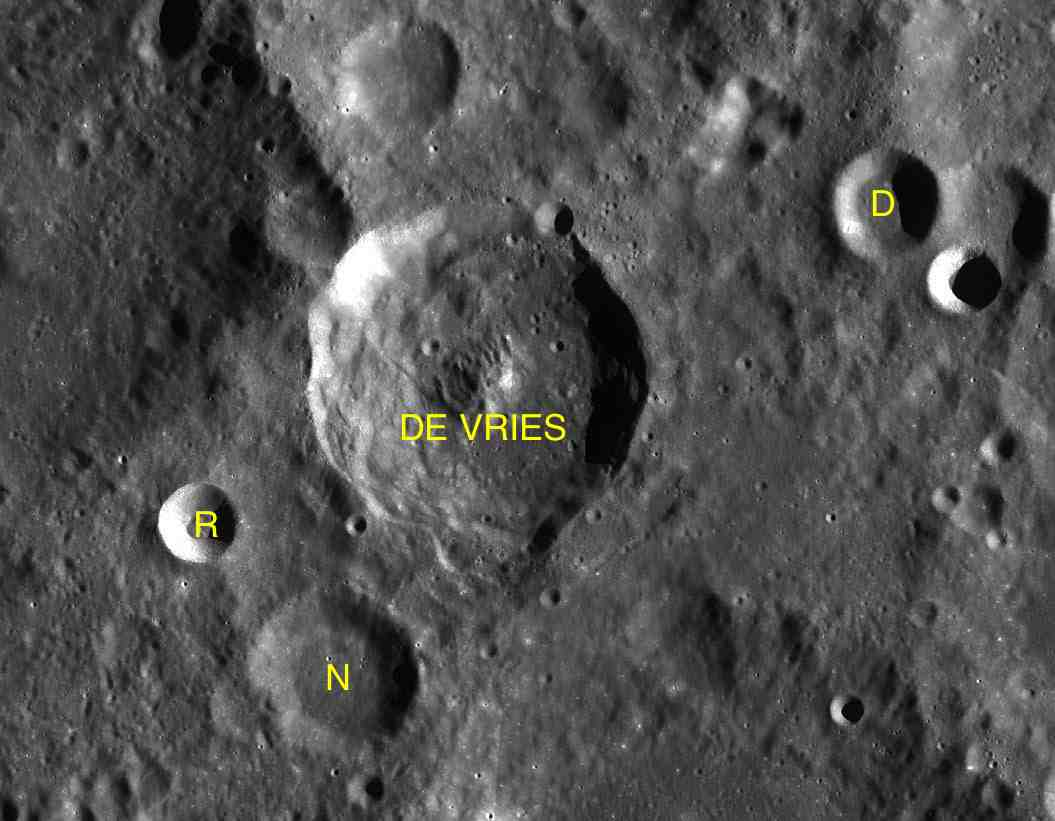
Фрагмент карты LAC-104.

| Де Фриз | Координаты                                              | Диаметр, км |
| ------- | ------------------------------------------------------- | ----------- |
| D       | 18°38′ ю. ш. 174°25′ з. д. / 18,63° ю. ш. 174,41° з. д. | 18,1        |
| N       | 21°22′ ю. ш. 177°35′ з. д. / 21,36° ю. ш. 177,59° з. д. | 29,0        |
| R       | 20°32′ ю. ш. 178°25′ з. д. / 20,54° ю. ш. 178,41° з. д. | 13,6        |